# Люксембург на «Евровидении-1958»
Люксембург принимал участие на «Евровидении 1958», проходившем в Хилверсюме, Нидерланды, 12 марта 1958 года. На конкурсе её представляла Соланж Берри с песней «Un grand amour», выступившая четвёртой. В этом году страна заняла последнее место, получив лишь 1 балл. Комментатором конкурса от Люксембурга стал Пьер Черниа (Télé-Luxembourg). Глашатаем выступил Пьер Бельмар.
Соланж Берри выступала в сопровождении оркестра под руководством Дольфа ван дер Линдена.
Берри была выбрана путём внутреннего отбора.

## Страны, отдавшие баллы Люксембургу
Жюри каждой страны из десяти человек распределяло 10 баллов между понравившимися песнями
| Отдали Люксембургу… |
| 1 балл              |
| ------------------- |
| Швейцария           |

## Страны, получившие баллы от Люксембурга
| 5 баллов | Швейцария       |
| 3 балла  | Швеция          |
| 1 балл   | Австрия Франция |